# Dirk Achim Dhonau
Dirk Achim Dhonau (* 1960 in Duisburg) ist ein deutscher Jazzmusiker (Schlagzeug, auch Bassklarinette, Stimme, Komposition).

## Leben und Wirken
Dhonau war früh rhythmisch begeistert und spielte als Jugendlicher in diversen Bands Klarinette und Schlagzeug; er betätigte sich im Bereich von Rockmusik, Fusion und Jazz. Seit 1988 studierte er in Hamburg zunächst klassisches Schlagwerk und anschließend Jazz-Schlagzeug. Er absolvierte Meisterkurse bei Pierre Favre und Workshops bei Barry Guy und Fred Frith. Auch beschäftigte er sich eingehend mit seiner Stimme; eine Zeit lang nahm er Schauspielunterricht.
Dhonau trommelte im Hamburger Schauspielhaus, in vielen Formationen in den Hamburger Jazzclubs, aber auch bei Land-Art-Projekten im Hamburger Hafen und begleitete Chansonprogramme von Dominique Horwitz. Seit 2001 gehörte er zu Jörg Hochapfels Band Capri die Rote und dem Quartett von Gabriel Coburger. Später spielte er im Glawischnig Hamburg Ensemble und mit dem Posaunisten Geoffrey Dabrock im Dhonau Dabrock Duo (gleichnamiges Album 2013). Weiterhin gehörte er zum Quintett von Lisa Stick sowie zu Stadtfischflex und bildete mit Jakob Dreyer und Martin Terens das Trio Collage (Conclusion 2013); auch arbeitete er mit Anthony Braxton, Buddy DeFranco oder Walter Norris zusammen. Derzeit leitet er sein Trio Portfolio mit Gabriel Coburger und Kalle Kalima und sein Dirk Dhonau Quartett mit Anna-Lena Schnabel, Mattie Winnitzki bzw. Lukas Klapp und Tilman Oberbeck. Weiterhin ist er Mitglied im Doppel-Trio Eisenrot (gleichnamiges Album 2007) und in Clémence Manachères Septett Unterwasser ( Serpents et Échelles, 2024). Mit Hannelore Elsner interpretierte er das Hörbuch Verwandlungen von Anne Sexton, für das er auch komponierte.
Dhonau gehörte zudem zu den Gründungsmitgliedern der Initiative „Jazzhaus Hamburg“, deren Vorsitzender er von 2001 bis 2004 war. 2023 wurde ihm als einem der vielseitigsten Musiker der dortigen Szene der mit 10.000 Euro dotierte Hamburger Jazzpreis verliehen.